# Лобно (озеро, Псковская область)
Лобно — озеро в Макаровской волости Новоржевского района на границе с Кудеверской волостью Бежаницкого района Псковской области. В 1 км к северо-западу находится Лобновский массив — гора Лобно (337,9 м) с горой Липницкой (339,1 м) — вершины Бежаницкой возвышенности и всей Псковской области.
Площадь — 1,3 км² (130,5 га). Максимальная глубина — 14,4 м, средняя глубина — 7,8 м.
Проточное. Через ручей и озеро Алё и реки Олица, Льста и Сороть соединяется с рекой Великая.
Тип озера лещово-уклейный с ряпушкой. Массовые виды рыб: ряпушка, щука, язь, плотва, краснопёрка, уклея, лещ, густера, линь, карась, щиповка, вьюн, налим, окунь, ёрш, бычок-подкаменщик, пескарь; широкопалый рак (продуктивность ниже средней).
В литорали и частично в сублиторали — песок, песок с галькой, камни, в профундали — заиленный песок, ил.